# Pandanus tazoanii
Pandanus tazoanii là một loài thực vật có hoa trong họ Dứa dại. Loài này được Callm. & Wohlh. mô tả khoa học đầu tiên năm 2001.